# MVP de la NBA G League

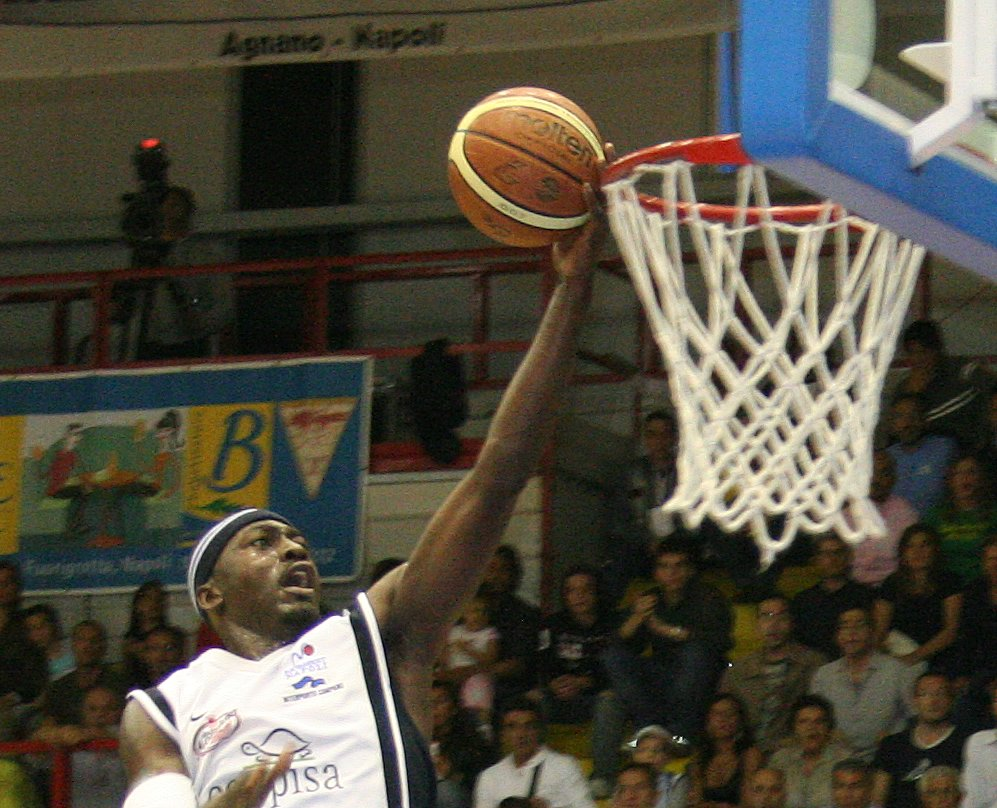
Ansu Sesay ganó el primer premio en 2002.

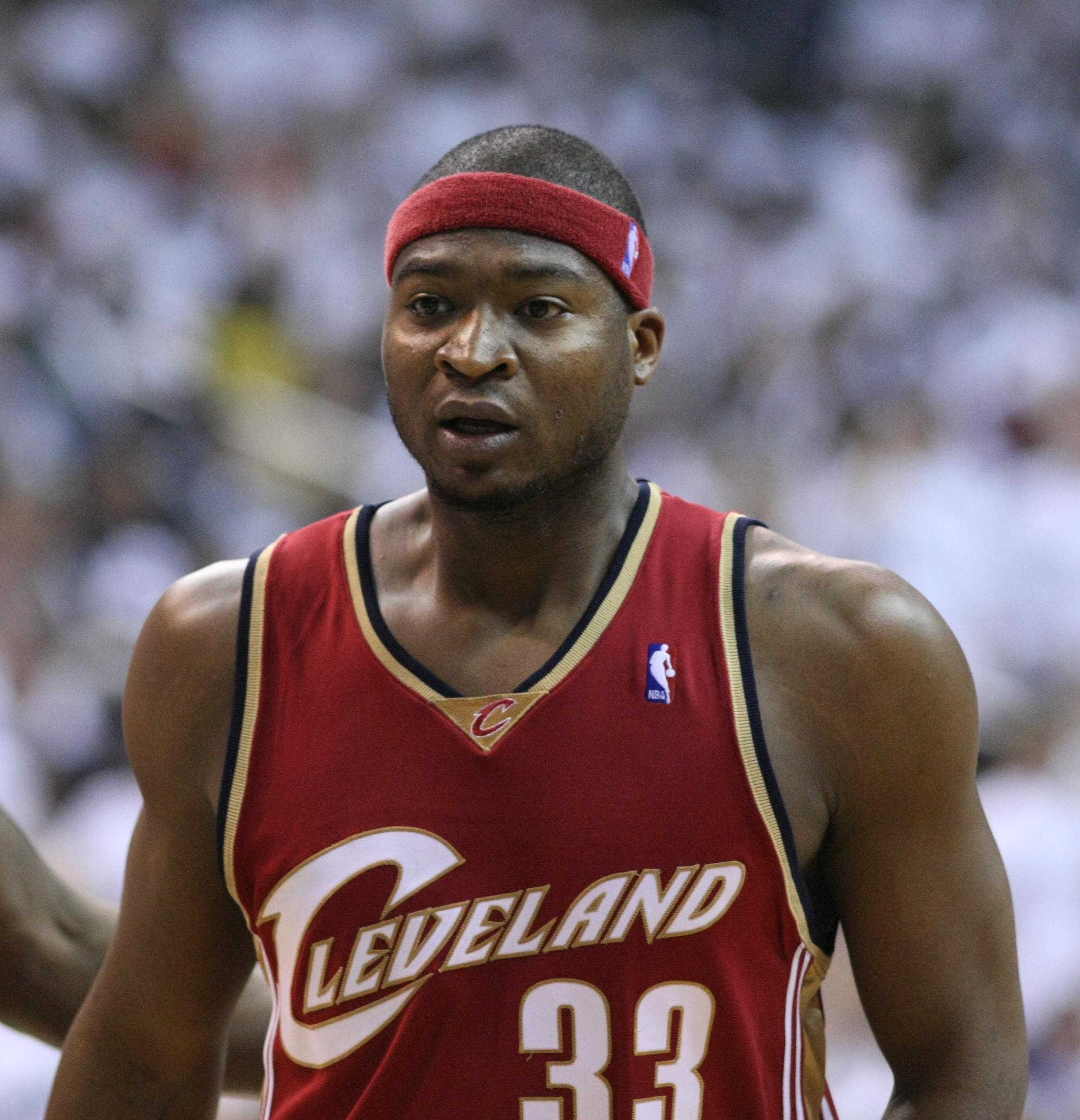
Devin Brown ganó el premio en 2003 jugando con los Fayetteville Patriots.

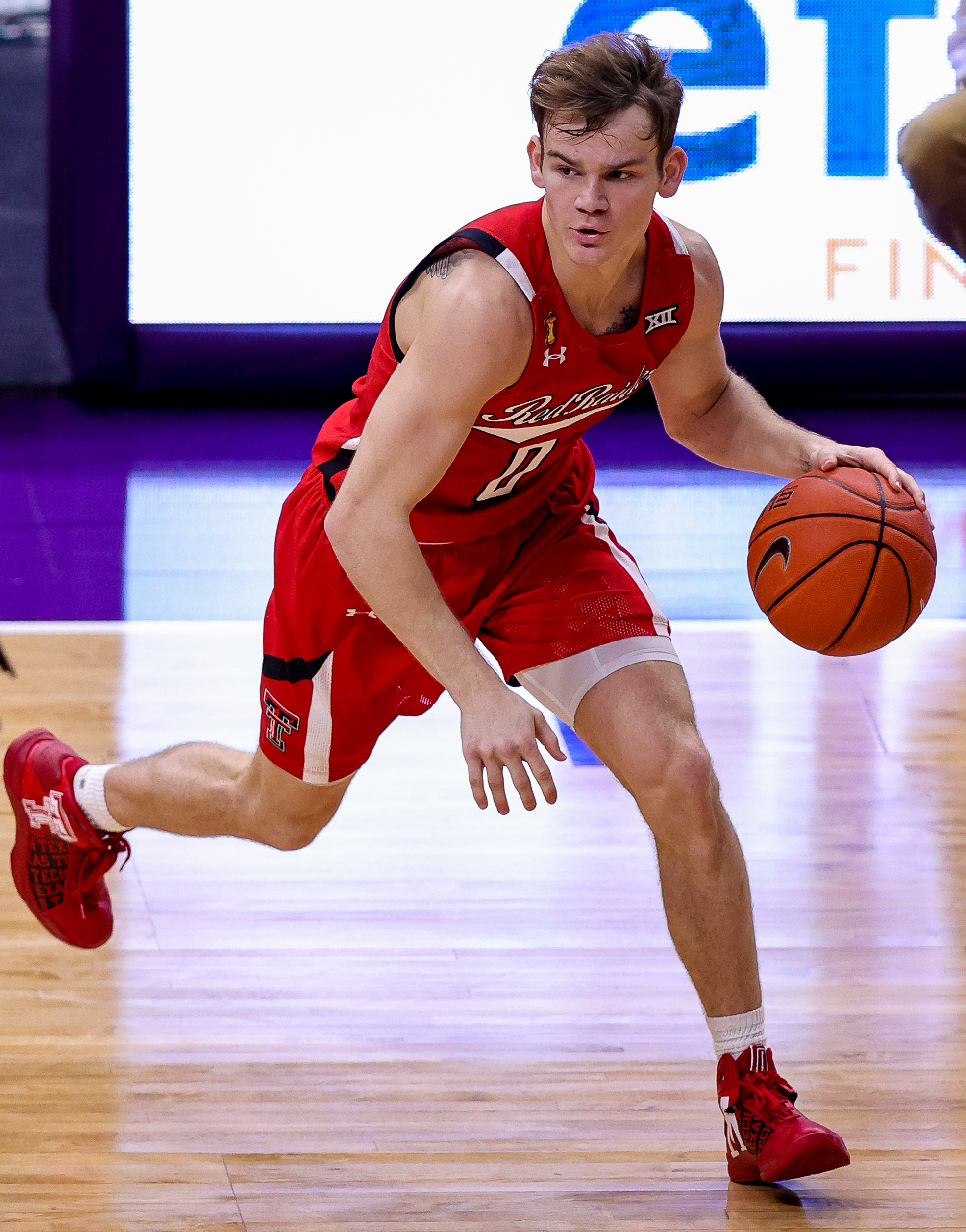
Mac McClung, ganador en 2024.

El MVP de la NBA G League (NBA G League Most Valuable Player Award) es un galardón anual otorgado por la NBA al mejor jugador de la temporada regular de la NBA G League. Se comenzó a entregar en la temporada inaugural de la liga, la 2001–02.

## Ganadores
| Temporada | Nacionalidad   | Jugador          | Equipo                   | Ref.   |
| --------- | -------------- | ---------------- | ------------------------ | ------ |
| 2001–02   | Estados Unidos | Ansu Sesay       | Greenville Groove        | [ 1 ]  |
| 2002–03   | Estados Unidos | Devin Brown      | Fayetteville Patriots    | [ 2 ]  |
| 2003–04   | Estados Unidos | Tierre Brown     | Charleston Lowgators     | [ 3 ]  |
| 2004–05   | Estados Unidos | Matt Carroll     | Roanoke Dazzle           | [ 4 ]  |
| 2005–06   | Estados Unidos | Marcus Fizer     | Austin Toros             | [ 5 ]  |
| 2006–07   | Estados Unidos | Randy Livingston | Idaho Stampede           | [ 6 ]  |
| 2007–08   | Estados Unidos | Kasib Powell     | Sioux Falls Skyforce     | [ 7 ]  |
| 2008–09   | Estados Unidos | Courtney Sims    | Iowa Energy              | [ 8 ]  |
| 2009–10   | Estados Unidos | Mike Harris      | Rio Grande Valley Vipers | [ 9 ]  |
| 2010–11   | Estados Unidos | Curtis Stinson   | Iowa Energy              | [ 10 ] |
| 2011–12   | Estados Unidos | Justin Dentmon   | Austin Toros             | [ 11 ] |
| 2012–13   | Estados Unidos | Andrew Goudelock | Rio Grande Valley Vipers | [ 12 ] |
| 2013–14   | Estados Unidos | Ron Howard       | Fort Wayne Mad Ants      | [ 13 ] |
| 2013–14   | Estados Unidos | Othyus Jeffers   | Iowa Energy              | [ 13 ] |
| 2014–15   | Estados Unidos | Tim Frazier      | Maine Red Claws          | [ 14 ] |
| 2015–16   | Estados Unidos | Jarnell Stokes   | Sioux Falls Skyforce     | [ 15 ] |
| 2016–17   | Estados Unidos | Vander Blue      | Los Angeles D-Fenders    | [ 16 ] |
| 2017–18   | Estados Unidos | Lorenzo Brown    | Raptors 905              | [ 17 ] |
| 2018–19   | Canadá         | Chris Boucher    | Raptors 905              | [ 18 ] |
| 2019–20   | Estados Unidos | Frank Mason III  | Wisconsin Herd           | [ 19 ] |
| 2020–21   | Estados Unidos | Paul Reed        | Delaware Blue Coats      | [ 20 ] |
| 2021–22   | Estados Unidos | Trevelin Queen   | Rio Grande Valley Vipers | [ 21 ] |
| 2022–23   | Estados Unidos | Carlik Jones     | Windy City Bulls         | [ 22 ] |
| 2023–24   | Estados Unidos | Mac McClung      | Osceola Magic            | [ 23 ] |
| 2024–25   | Estados Unidos | JD Davison       | Maine Celtics            | [ 24 ] |

1. ↑  Ese año hubo dos ganadores.